# Andreas Pušnik
Andreas Pušnik (* 7. September 1972 in Klagenfurt) ist ein ehemaliger österreichischer Eishockeystürmer, der von 1988 bis 2007 in der Österreichischen Eishockey-Liga und für die Österreichische Nationalmannschaft spielte.

## Karriere
Andreas Pušnik durchlief die Nachwuchsstationen des EC KAC und gab in der Saison 1988/89 seinen Einstand in der Kampfmannschaft. Er trug dabei mit der Rückennummer 7, die ehemalige Rückennummer seines Vaters Josef. Mit den Klagenfurtern wurde er 1991 Österreichischer Meister, sowie 1996 und 1997 Vizemeister. 1997 bis 2002 spielte er für den Derbyrivalen EC VSV, mit dem er 1999 und 2002 Österreichischer Meister, sowie 2000 und 2001 Vizemeister werden konnte. Als amtierender Meister war der VSV mit Pušnik zudem bei der European Hockey League 1999/2000 startberechtigt, konnte sich aber mit dem dritten Platz der A-Gruppe, nicht für die Finalrunde qualifizieren. Mit 80 Toren belegt er Rang 24 der ewigen VSV-Torschützenliste.
Nachdem er seinen Vertrag beim VSV einvernehmlich aufgelöst hatte, spielte Pušnik von 2002 bis 2006 für den HC Innsbruck, mit dem er 2003, 2005 und 2006 jeweils den dritten Platz in der Bundesliga erreichte. Für die Saison 2006/07 kehrte er zum EC KAC zurück, sein Vertrag wurde aber nach 13 Spielen noch im November 2006 vom Vereinsvorstand vorzeitig aufgelöst.
Andreas Pušnik war zudem langjähriges Mitglied und auch Kapitän der Nationalmannschaft, mit der er unter anderem bei vier B-Weltmeisterschaften, sechs A-Weltmeisterschaften und zwei Olympischen Spielen (1994, 1998) teilnahm. 
Zusammen mit Hans Winkler betreut er seit 2015 die U20-Mannschaft des VSV.

## Erfolge
- 1989: 3. Platz B-Europameisterschaft der Junioren und Bester Stürmer der Gruppe B
- 1990: 3. Platz B-Weltmeisterschaft
- 1991: Österreichischer Meister mit dem EC KAC und Kärntner Eishockey Superstar des Jahres
- 1992: Aufstieg in die A-Gruppe bei der B-Weltmeisterschaft
- 1992: Bester Vorlagengeber und All-Star-Team der B-Weltmeisterschaft
- 1996: Österreichischer Vizemeister mit EC KAC
- 1997: Österreichischer Vizemeister mit EC KAC
- 1999: Österreichischer Meister mit EC VSV
- 2000: Österreichischer Vizemeister mit EC VSV
- 2001: Österreichischer Vizemeister mit EC VSV
- 2002: Österreichischer Meister mit EC VSV und Meiste Assists der Play-offs
- 2003: Topscorer und bester Vorlagengeber der Österreichischen Liga

## Namensschreibung
- Die richtige Namensschreibung ist für diese Eishockey-Dynastie überall lt. den Geburtsurkunden Pušnik, doch wurde Sepp Puschnig in den Medien seit je her mit "sch" und "g" geschrieben. Andy Pusnik (Pušnik) soll eigentlich ohne Háček über dem "s" geschrieben werden, weil dies im Reisepass derart eingetragen ist.[1]